# 小行星5659
小行星5659（5659 Vergara）是一颗围绕太阳公转的小行星。1968年7月18日，卡洛斯·托雷斯、S·科夫雷（S. Cofré）在Cerro El Roble发现了此天体。
这颗小行星的绝对星等为168.8797272554004等。